# Werner Hecht
Werner Hecht (* 18. Dezember 1926 in Leipzig; † 26. Februar 2017  in Berlin) war ein deutscher Theater- und Literaturwissenschaftler.

## Leben
Nach dem Studium bei Hans Mayer in Leipzig kam Werner Hecht 1959 als Dramaturg an das von Helene Weigel geführte Berliner Ensemble, er wurde einer ihrer engsten Mitarbeiter. Nach Weigels Tod leitete er bis 1990 das Brecht-Zentrum der DDR, eine Einrichtung des Ministeriums für Kultur. Damit war er auch verantwortlich für die Organisation und Koordinierung vielfältiger wissenschaftlicher und kulturpolitischer Aktivitäten zum Werk Bert Brechts auf nationaler und internationaler Ebene.
Das Brecht-Zentrum hatte seinen Sitz im früheren Wohnhaus von Brecht und Weigel. Es wurde 1990 vom Berliner Senat übernommen und wird seit 1992 in privater Trägerschaft und mit veränderter Aufgabenstellung als Literaturforum im Brecht-Haus geführt. 1977 leitete Hecht die Öffnung des Brecht-Weigel-Hauses in Buckow als Museum und Erinnerungsstätte ein.
Das Lebenswerk des „Brecht-Hecht“ ist gekennzeichnet durch die Herausgabe der Werke von Bert Brecht sowie seine schriftstellerische Arbeit mit biografischen Texten zu Brecht und Weigel. Seine umfangreiche Quellensammlung wurde im Jahre 2000 von der Arbeitsstelle Bertolt Brecht an der Universität Karlsruhe erworben.
Werner Hecht war mit der Regisseurin Christa Mühl verheiratet.
Werner Hecht fand seine letzte Ruhestätte auf dem Friedhof der Dorotheenstädtischen und Friedrichswerderschen Gemeinden in der Berliner Chausseestraße.

## Werke (Auswahl)
als Autor
- Die Mühen der Ebenen. Brecht und die DDR. Aufbau Verlag, Berlin 2014, ISBN 978-3-351-03569-3.
- Leben Brechts in schwierigen Zeiten. Geschichte und Essays. Suhrkamp, Frankfurt am Main 2007, ISBN 978-3-518-41939-7.
- Helene Weigel. Eine große Frau des 20. Jahrhunderts. Suhrkamp, Frankfurt am Main 2000, ISBN 3-518-41129-2.
- Brecht-Chronik. Suhrkamp, Frankfurt am Main 1997, ISBN 3-518-40910-7.
- Brecht Chronik 1898–1956. Ergänzungen. Suhrkamp, Frankfurt am Main 2007, ISBN 978-3-518-41858-1.
- Polizeiruf 110: Abschiedslied für Linda. Drehbuch, 1987.
- Die Rache des Kapitäns Mitchell. Drehbuch, 1979.

als Herausgeber
- Bertolt Brecht: Kuhle Wampe. Protokoll des Films und Materialien. Edition Suhrkamp 362, Frankfurt am Main 1969; auch Verlag Philipp Reclam jun. Leipzig, Reclams Universal-Bibliothek Band 81, 1971 (mit Wolfgang Gersch)

- Bertolt Brecht: Werke. Große kommentierte Berliner und Frankfurter Ausgabe. Suhrkamp, Frankfurt am Main 1988/2000, ISBN 3-518-40000-2. (32 Bände)
- mit Siegfried Unseld: Helene Weigel zu Ehren. Zum 70. Geburtstag von Helene Weigel am 12. Mai 1970. Suhrkamp, Frankfurt am Main 1970.
- Gedichte über die Liebe. ausgewählt von Werner Hecht. Suhrkamp Verlag, Frankfurt am Main 1984, ISBN 3-518-37501-6.

als Dramaturg
- 1971: Die Kollwitz und ihre Kinder

als Regisseur
- 1970: Bertolt Brecht: Die Dreigroschenoper – Regie mit Wolfgang Pintzka (Berliner Ensemble)